# Nasridsko kraljestvo Granada
Nasridsko kraljestvo Granada, znano tudi kot Granadski emirat ali Granadski sultanat, je bila muslimanska država na jugu Iberskega polotoka s prestolnico Granada, ki je obstajala v poznem srednjem veku .
Emirat je leta 1238 ustanovil nasridski plemič Mohamed Ben Nazar. Čeprav je bilo njegovo središče moči prvotno v Jaénu, je nasridski monarh nekaj let pozneje svoj dvor preselil v Granado, okoli katere je oblikoval novo državno ureditev. Emirat je v teh negotovih razmerah preživel zaradi ugodne geografske lege, ki je omogočala tako učinkovito obrambo ozemlja kot tudi ohranjanje trgovine s krščanskimi kraljestvi na Iberskem polotoku, z muslimani iz Magreba in z Genovežani po Sredozemlju, kar mu je dalo raznoliko gospodarstvo.
Kljub temu je emirat postopoma izgubljal ozemlja v korist kastiljske krone, dokler ni dokončno izginila po granadski vojni, ki je trajala med letoma 1482 in 1492. Nasridsko kraljestvo Granada je bila zadnja muslimanska država Iberskega polotoka, starodavnega Al Andaluza. Njen zadnji emir je bil Mohamed XII. (znan kot Boabdil Mlajši), ki sta ga strmoglavila katoliška kralja in ga 2. januarja 1492 prisilila, da preda Granado. Po tem je bila dokončno vključena v Kastiljsko krono kot Granadsko kraljestvo.

## Zgodovina

### Izvor in začetki
Po porazu Almohadov leta 1212 v bitki pri Las Navas de Tolosa je dinastija Nasridov, rodbina arabskega izvora, začela pridobivati na pomenu na jugovzhodu Al Andaluza. Njegov ustanovitelj je bil Alhamar Rdeči, ki se je leta 1232 razglasil za sultana, kot takega pa so ga priznale oligarhije Guadixa, Baze in Jaéna, k čemur je bila leta 1238 dodana še priključitev taife Málaga oziroma podreditev Almerie. Leta 1234 se je razglasil za vazala oblasti Córdobe, leta 1236 pa ga je osvojil Ferdinand III. Zato je Alhamar postal vazal kastiljskega kralja, kar mu je omogočilo ohranitev neodvisnosti. Leta 1238 je Alhamar razširil svoje posesti z osvojitvijo Granade, leta 1246 pa mu je Ferdinand III. odvzel Jaén, da bi utrdil svoje osvojitve v dolini Guadalquivir, kar je Alhamarja prisililo k podpisu Jaénskega pakta, v katerem je kastiljskega monarha priznal za gospodarja tega ozemlja in mu bil dolžan plačevati davek, da bi dosegel dvajsetletni mir.
Po osvojitvah in vladavini Ferdinanda III. v dolini Guadalquivir, med vladavino njegovega sina Alfonsa X. Modrega, je prišlo do nekaterih mudejarskih uporov, kot je bil mudejarski upor leta 1264  v kraljestvu Sevilja, pa tudi mudejarji v kraljestvu Murcia, ki sta bila pred kratkim vključena v krono Kastilije. Kljub vojaški podpori Granade je bila večina mudejarskega prebivalstva doline Guadalquivir po zatiranju izgnana in preseljena v kraljestvo Nasridov. Leta 1276 je v Aragonski kroni (predvsem v Valencijskem kraljestvu) prišlo do drugega večjega upora mudéjarjev (ki je trajal do leta 1304), v katerem je granadska konjenica posredovala v podporo uporniškim mudéjarjem. Kastilija je bila ob smrti Ferdinanda III. leta 1252 edina država, ki je še vedno mejila na muslimane, ki so bili omejeni na gorovje Penibet in obalo od Barbateja do Águilasa, ter na državo s približno površino približno 30 000 km2. Meja med kraljestvoma, imenovana mavrski pas, je presegla 1000 km v dolžino. 

### Čas blaginje
Status Granade kot vazalnega ozemlja in njena ugodna geografska lega z gorovjem Sierra Nevada kot naravno obrambno pregrado sta pripomogla k podaljšanju kraljestva Nasridov, kar je omogočilo majhnemu emiratu, da je uspeval kot točka trgovske izmenjave med srednjeveško Evropo in Magrebom. Pravzaprav je bila Granada v času krize 14. stoletja, ki je opustošila Evropo, uspešno in cvetoče mesto. Granada je služila tudi kot zatočišče muslimanom, ki so bežali pred Rekonkvisto. V tem času se je v Granadi zgodil eden najintenzivnejših kulturnih razcvetov islama . Najvidnejši izraz tega je morda palačni kompleks Alhambra, samosvoj svet palač, vrtov, vodnjakov in bazenov.
Kljub gospodarski blaginji so bili politični konflikti nenehni, to šibkost pa so izkoristili kristjani, ki so postopoma osvajali majhna ozemlja Granadskega kraljestva. Vendar so se nekateri kastiljski poskusi končali z odmevnimi neuspehi, kot so na primer bitka pri Moclínu (1280),  katastrofa Vege de Granada (1319)  ali bitka pri Guadixu (1362).  Nasridske vojske so nato sprožile številne napade na krščanska ozemlja z mešanimi rezultati: porazi, kot je bil Linuesa (1361), ali zmage, kot je bil Algeciras (1369). Med letoma 1351 in 1369 so Nasridi izkoristili državljansko vojno, ki je potekala v Kastiliji med pretendentoma Peter I. in Enriquejem II. Ta spopad je sicer izčrpal kastiljsko krono, a je  hkrati omogočil Nasridskemu kraljestvu nekaj let miru, v katerih je lahko ohranjalo svojo zunanjo politiko brez kastiljskih vmešavanj.
Zaradi odprtja novih neposrednih trgovskih poti med Portugalskim kraljestvom in Afriko od siglo naprej, je Granada začela izgubljati svoj strateški položaj in postala manj pomembna. Z združitvijo kron Kastilije in Aragonije leta 1469 se je njen položaj zapletel in se ni mogla spopasti s krščansko širitvijo.

### Upad in končni padec
Po tem obdobju razcveta je emirat prišel pod oblast različnih vladarjev, ki niso mogli ohraniti nadzora nad ozemljem. S koncem kastiljske državljanske vojne okoli leta 1480 in dokončno uveljavitvijo Izabele I. na prestolu so bili v Kastiliji prvič izpolnjeni potrebni pogoji za popolno osvojitev Granade, čemur je naklonjena politična in gospodarska kriza v nasridskem kraljestvu. Granadske državljanske vojne so bile posledica notranjih spopadov med dvema frakcijama nasridske oblasti: podporniki emirja Abú l-Hasana Alija in njegovega brata El Zagala ter podporniki emirjevega sina, Mohameda XII. Boabdila. Slednji, ki so ga ujeli Kastiljci, je s Ferdinandom podpisal premirje, s katerim je potrdil svojo vazalsko podrejenost, ki se mu je kasneje pridružilo še nekaj drugih paktov. Od leta 1484 so katoliški monarhi izvajali dolgo in vztrajno serijo obleganj v tako imenovani Granadski vojni, pri čemer so uporabljali inovativno topništvo, ki je vodilo do postopnega zavzetja granadskih trgov enega za drugim. 
Vojaki kastiljske in aragonske krone so vdrli v osamljen emirat, kar je bil vrhunec starih sanj o rekonkvisti. Po izgubi Málage leta 1487 in izgubi vzhodnega ozemlja (Cora de Bayyāna) leta 1489 so Granado pustili v resnem položaju. Leta 1491 se je začelo obleganje Granade, skupaj z gradnjo Santa Feja, baznega tabora, iz katerega sta katoliška monarha vodila oblegovalne operacije. Vreme in Boabdilova nagnjenost k sklepanju paktov sta vplivala na Kastilijo, zato se je kapitulacija Granade zgodila 2. januarja 1492. Tako se je končalo več kot 250 let obstoja Nasridskega kraljestva.

## Vlada

### Teritorialna organizacija
Kraljevina Granada je obsegala del sedanjih provinc Jaén, Murcia in Cádiz ter celotno Almerio, Málago in Granado, vendar se je sčasoma zmanjšalo, tako da je v 15. stoletju obsegalo približno današnje province Granade, Almería in Málage. Kraljestvo je bilo razdeljeno na teritorialna in upravna okrožja, imenovana tahas. Meja med kraljestvom Granada in ozemlji krone Kastilije se je imenovala Moriščanska meja, zato se mnoga mesta v zahodni Andaluziji imenujejo de la Frontera [z Granado]. Prav tako je Nasridsko kraljestvo trpelo zaradi velikega problema prenaseljenosti. 
Nasridska prestolnica Granada je v 14. in 15. stoletju postala eno najbolj uspešnih mest v Evropi, ki jo je opustošila kriza 14. stoletja. Bila je pomembno trgovsko in kulturno središče, ki je nekoč imelo okoli 165.000 prebivalcev in kjer so še danes pomembni urbani kompleksi, kot sta Alhambra in Generalife. Obrtniki so živeli v Albaicínu, preostanek prebivalstva pa je zasedal ravninski del proti jugu, z velikimi industrijami, carinarnicami in medreso ( المدرسة ). Danes so se ohranili številni ostanki, kot so Alcaicería, Corral del Carbón in razporeditev ulic, ki vodijo do starih vrat Bibarrambla.
Druga pomembna mesta so bila Almería – čeprav je njen čas razcveta nastopil že v 11. in 12. stoletju s kraljestvi Taifa –, Málaga, Loja, Guadix in Baza. Pokrajina Alpujarras, čeprav ni imela pomembnih mest, je bila zelo poseljeno območje in velikega gospodarskega pomena za kraljestvo, kar je trajalo vse do upora leta 1568, po katerem je večina islamskega prebivalstva zapustila regijo.

### Zunanja politika
V svojih začetkih je bilo Granadski emirat zavezniško kraljestva Kastiljske krone, čeprav je kasneje moral postati njen vazal, da bi ohranil svojo neodvisnost. Monarhija se je ohranila po zaslugi koncesij Kastiljcem, njihove potrebe po utrjevanju osvojenih ozemelj in paktov z Marinidi Magreba. Ta težka situacija se je ohranila po zaslugi diplomacije in politične spretnosti nekaterih nasridskih vladarjev. Večji del 14. stoletja so bili boji med kristjani in Marinidi, ki so jih podpirali Nasridi, za nadzor nad Gibraltarskim prelivom stalnica, z dolgo zgodovino zavezništev in izdaj, izgub in osvajanj. Leta 1305 so Nasridi osvojili Ceuto, čeprav so jo Marinidi leta 1309 s pomočjo Aragoncev ponovno osvojili. Leta 1325 se je po atentatu na svojega očeta Ismaila I. na granadski prestol povzpel Mohamed IV., ki je leta 1333 od Kastiljcev odvzel Algeciras in Gibraltar, čeprav ni mogel uživati v svojih vojaških uspehih, ker je bil istega leta, pri 18 letih, umorjen, nasledil pa ga je mlajši brat Jusuf I. Leta 1384 so Nasridi ponovno osvojili Ceuto, a so jo tri leta pozneje spet izgubili v korist Marinidov, kraljestva Fes.
Bitka pri Saladu leta 1340 je predstavljala hud udarec udarec tako za Nasride kot za Marinide, saj niso nikoli več posegli v zadeve na Iberskem polotoku. S tem so nasridski vladarji izgubili vojaško pomoč iz Severne Afrike. Kljub temu pa poraz pri Saladu ni predstavljal nobene katastrofe za Granado, ki se je kmalu vrnila k politiki plačil in vazalstva s Kastilijo Po obdobju razcveta, zlasti v času vladavine Mohameda V., so življenje emirata zaznamovali dinastični boji, zaradi katerih je bil obstoj v veliki meri odvisen od volje kastiljskih kraljev in uravnoteženih odnosov s kralji Aragonije.

### Obramba

#### Vojska
Ko je Mohamed ibn Nasr, prvi nasridski vladar, utrdil oblast emirata Granada, je vzpostavil osnovno strukturo, ki bi postala temelj granadskega vojaškega sistema. V Nasridskem kraljestvu Granada je bil plemiški razred sestavljen iz dveh skupin: domačinov in tujcev. Domače prebivalstvo so sestavljali stari posestniki, ki so imeli velika posestva in obsežna gospostva; živeli so udobno, včasih celo v razkošju. Tujci so bili iz plemiških družin, ki so bile prisiljene emigrirati z ozemelj, ki so jih zasedli kristjani; njeni člani so bili prisiljeni iskati zaposlitev na dvoru in živeti v revščini, če je niso mogli dobiti. Ibn al-Ahmar je tujce vpisal v granadsko vojsko. Sprva so jo sestavljali dve glavni vojaški telesi : ena stalna in plačana, ki so jo oblikovali plemiči in ji je poveljeval vladar in druga, Muttavia, iz začasnih najemnikov, rekrutiranih za določen podvig, v katero so se vključevali bojevniki vseh družbenih stanov.
Od leta 1264 so v Nasridsko kraljestvo iz Tlemcena prispeli prvi prostovoljci pod vodstvom bratov Abu Tabita Amirja ibn Idrisa in Abu al-Muarrifa Mohameda, zato je bila organizirana še ena redna vojaška enota, sestavljena iz berberskih prostovoljcev in maroških izgnancev. Poleg teh teles so nasridski vladarji, po zgledu Omajadov iz Cordobe in vladarjev Taife iz 11. stoletja, so svojo osebno stražo zaupali posebnemu telesu, ki so ga sestavljali le kristjani, večinoma Kastiljci, izgnani ali pobegnili iz svoje zemlje, včasih ujetniki, islamizirani ali iz Elcheja.

#### Marina
Nasridska vojna mornarica je imela glavno bazo v pristanišču Almería. Kljub temu pa je bila mornarica šibka, nepomembna in je bila bolj uporabljena za piratstvo ob obali Aragonske krone kot za odprto vojskovanje. Prebivalci nasridskega kraljestva niso bili posebej naklonjeni mornarici, kot poroča Ibn Jaldún, so bili tujci na morju. Nasridska mornarica je bila zato  prisiljena najemati plačance - drzne Almogavarje in morske pustolovce, katerih ideal je bilo piratstvo. V najuspešnejšem obdobju granadske vojne mornarice v 14. stoletju, sta izstopala dva almerijska pomorščaka: kadid Abu-l-Hasan in njegov nečak Abu Abd Allah Ibn Salvator.

## Nasridsko gospodarstvo
Da bi zagotovil svoje preživetje, se je moral emirat močno potruditi, da bi povečal svoje vire kmetijskega in komercialnega bogastva z maksimizacijo namakalnih tehnik in skrbnim urejanjem uporabe in porazdelitve vode na ravnicah in v dolinah Granade. Tako so zagotavljali veliko obilje sadja in zelenjave tako za domači kot za tuji trg, s čimer so nadomestili primanjkljaj žita v emiratu, ki so ga včasih morali uvažati. Gospodarstvo so dopolnjevali živinoreja v gorskih območjih, ribolov v obalnih območjih, rudarski viri jugovzhoda, pa tudi keramika in predvsem svilna tekstilna obrt, ki je bila osnova mestnega gospodarskega življenja in zunanje trgovine.

### Trgovina
Osnovni elementi granadskega gospodarstva so bili trgovina, obrt in kmetijstvo. Krščanski nadzor nad Gibraltarskim prelivom od bitke pri Saladu (1340) in osvojitve Algecirasa (1344) je Granadski emirat odrezal od vojaške pomoči iz Severne Afrike, hkrati pa je spodbudil trgovino med Zahodno Evropo in Sredozemljem, od katere so imeli Nasridi veliko korist.
Granadska pristanišča so postala ključne postojanke za trgovce, hkrati pa so se njihovi izdelki začeli pojavljati na novih trgih. Katalonci in zlasti Genovežani so ustanovili konzulate v Malagi, Almerii, Adri ali Almuñécarju, glavnih pristaniščih emirata. Trgovina z Magrebom in Severno Afriko je dosegla velik pomen, čemur so kasneje sledile trgovske mreže z Aragonsko krono: Katalonijo, Valencijo in Mallorco.
Kastiljski nadzor nad Gibraltarskim prelivom je povečal vrednost granadskih izdelkov, zlasti svile, sladkorja, oreščkov in inčunov. Od takrat naprej je trgovina s kastiljsko krono, zlasti s Seviljo, pridobila velik pomen. Izvoz svile, ki je imel glavna središča v Granadi, Malagi, Vélez-Málagi ali Rondi, je postal eden glavnih industrijskih izdelkov.  To je bilo uvoženo na območja, ki so presegala polotok, na primer v velika italijanska proizvodna središča, zlasti genovsko družino Spínola, in njegov pomen je bil takšen, da so katoliški monarhi po letu 1492 vzpostavili tako imenovani »granadski dohodek od svile«.
Trgovina je potekala tudi vzdolž kopenske meje v Granadi, pogosto nezakonito.

## Družba
Ko je kastiljska osvojitev napredovala, se je veliko Andaluzijcev odločilo pobegniti na jug polotoka. Ko so kraljestva Córdoba, Jaén, Sevilja in Murcia padla v kastiljske roke, so se nekateri prebivalci odločili, da odidejo v Granadski emirat. Judovska in mozarabska manjšina, ki sta bili v prejšnjih obdobjih številni na območju Nasridskega kraljestva, sta med almohadsko prevlado skoraj izginili.
Kmalu po tem, ko se je emirat Granada utrdil, so se v mesto vrnili Judje, ki so jih pripeljali krščanski trgovci, potem ko so ti v glavnih granadskih mestih ustanovili svoje konzulate. Prisotnost mozarabov (kristjanov, ki so živeli pod muslimansko oblastjo) se je zmanjšala na posamezne skupine – politične begunce in trgovce –, ki so smeli svojo vero prakticirati le zasebno.
Ocenjuje se, da je okoli 500.000 muslimanov zapustilo dolino reke Guadalquivir in se preselilo bodisi v Nasridsko kraljestvo bodisi v Severno Afriko. 
Razločiti je bilo mogoče dve glavni skupini: staro avtohtono prebivalstvo in novo prebivalstvo, ki prihaja iz osvojenih ozemelj in dve manjšini: afriški prostovoljci ter Elči in ujetniki. Zaradi okoliščin, v katerih so živeli prebivalci Granade, sta kastiljščina in aragonščina vplivali na njihova oblačila, hrano in pijačo.

## Ocene
1. Od 14. stoletja dalje so nasridski vladarji prevzeli naslov sultanov, s čimer so prekinili s prejšnjo tradicijo, saj so do takrat nosili naslov emirjev.